# Vertical infinity
『vertical infinity』（ヴァーティカル･インフィニティ）は2005年1月26日にリリースされたT.M.Revolutionの8枚目のアルバム。発売元はエピックレコード。

## 概要
- タイトルは「垂直無限」という意味であるが、「∞」を垂直にすると「8」になり、本作が8枚目のアルバムである事とのダブルミーニングとなっている。
- これまでT.M.Revolution楽曲は全て浅倉大介が作曲・編曲を手掛けていたが（リアレンジ・リミックスは除く）本作では浅倉のベーシックアレンジを基に、西川が編曲した楽曲が収録。
- 累計売上は9.7万枚を記録[1]。
- 「CHASE/THE THRILL」はイベント「AIR-X」テーマソングに使用された。
- Tofu Recordsより発売された海外盤にはSEVENTH HEAVENツアーの「Albireo -アルビレオ-」映像収録DVDが付属しており、一部の曲タイトルが英語表記に変更された。

## 収録曲
作曲・編曲：浅倉大介（特記以外）作詞：井上秋緒（特記以外）
1. vertical infinity
  - 出版社：ソニー・ミュージックアーティスツ
2. ignited -イグナイテッド-
  - 出版社：ソニー・ミュージックパブリッシング
3. TO･RI･KO
  - 出版社：ソニー・ミュージックアーティスツ
4. Timeless -Möbius Rover-
  - 出版社：ソニー・ミュージックアーティスツ
5. Web of Night -English Album Version-
  - 訳詞：Lynne Hobday　
  - 出版社：ソニー・ミュージックアーティスツ
6. ULTIMATE
  - 編曲：西川貴教　ベーシック&コーラスアレンジ：浅倉大介
  - 出版社：ソニー・ミュージックアーティスツ
7. もはや君なしじゃ始まらない
  - 編曲：西川貴教・柴崎浩　ベーシック&コーラスアレンジ：浅倉大介　
  - ホーンアレンジ：山本拓夫・柴崎浩　
  - 出版社：ソニー・ミュージックアーティスツ
8. 緋の砂
  - 作詞・編曲：西川貴教　ベーシック&コーラスアレンジ：浅倉大介
  - アディショナルコーラスアレンジ：有坂美香
  - 出版社：ソニー・ミュージックアーティスツ
9. BRING IT ON
  - 作詞・編曲：西川貴教　ベーシック&コーラスアレンジ：浅倉大介
  - 出版社：ソニー・ミュージックアーティスツ
10. 白い闇
  - 作詞：井上秋緒　編曲：西川貴教　ベーシック&コーラスアレンジ：浅倉大介
  - ストリングスアレンジ：井上鑑　
  - 出版社：ソニー・ミュージックアーティスツ
11. CHASE/THE THRILL
  - 作詞：Lynne Hobday　
  - 出版社：ソニー・ミュージックアーティスツ
12. Web of Night -Japanese Album Version-
  - 出版社：ソニー・ミュージックアーティスツ

## 参加ミュージシャン・スタッフ
- プログラミング、キーボード、シーケンスギター：浅倉大介（1,2,3,4,5,11,12）
- ギター：葛城哲哉（1,2,3,4,5,11,12）
- ギター：柴崎浩、SUNAO（6,7,8,9,10）
- ベース：美久月千晴（7,10）
- ベース：野崎森男（9）
- ベース：Ikuo（6）
- ドラム：山木秀夫（7,10）
- ドラム：野崎真助（6.9）
- キーボード：五十嵐宏治（7,8,9）
- ピアノ：井上鑑（10）
- ストリングス：金原千恵子ストリングス（10）
- サックス：山本拓夫（7）
- トランペット：菅坡雅彦、西村浩二（7）
- トロンボーン：村田陽一（7）
- コーラス：白須衛治（1,2,3,4,5,6,7,11,12）
- コーラス：有坂美香（8,9）
- コーラス：柴崎浩、SUNAO（6）
- レコーディング・エンジニア：浅倉大介、大里正毅、甲斐俊郎
- ミキシング・エンジニア：フィル・カッフェル、大里正毅
- マスタリング・エンジニア：ブライアン・ガードナー
- ディレクター：井上哲生（Blue One Music）
- ディレクター：生藤貴士（Einstein）